# Londoni levelek
A Londoni levelek című cikksorozat Friedrich Engels első angliai tartózkodása (1842. november 29–1844. augusztus 26.) idején született műveinek fontos darabja. Négy levelet tartalmaz, melyek 1843 május–júniusában íródtak, s a Rheinische Zeitung betiltása miatt a Schweizerischer Republikaner című lap május 16. és 23-i, illetve június 9. és 27-i számaiban jelentek meg először, német nyelven, aláírás nélkül.

## ALondoni levelekáttekintése

### I.
A „demokrata párt”, (chartista párt) rohamtempóban fejlődik. A politikai pártok tisztán megfelelnek a társadalmi osztályoknak, a toryk azonosak a nemességgel és a vele szövetséges „Magas Egyház” ortodox frakciójával, a whigek pártját a gyárosok, kereskedők, dissenterek alkotják, a középosztály alsóbb rétege a „radikálisokat” tömöríti, a chartisták pedig a dolgozó emberek, a proletárok közül toborozza tagságát. Mint írja: „A szocializmus nem alkot zárt politikai pártot, de általában a középosztály alsó rétegéből és a proletariátusból toborozza híveit. Angliában tehát azt a furcsa tényt tapasztalhatjuk, hogy minél mélyebben áll a társadalomban egy osztály, minél »műveletlenebb« a szó köznapi értelmében, annál közelebb áll a haladáshoz, annál nagyobb jövője van. Általában ez a jellege minden forradalmi korszaknak[…]” A történések egy nagy forradalmi átalakulás előjelei Angliában. Németországban a kommunista mozgalom főként az értelmiségből indult ki, Angliában a tudományos világ reakciós, „háromszáz esztendeje süketek és vakok, s nem veszik észre az idők jeleit.” A chartisták főleg a városokban erősek és a whigekkel állnak harcban, a toryknak ott nincs tömegbázisuk. A rendőrség sokszor erőszakosan fellép a whigek érdekében, akiknek a gyűléseire legtöbbször csak meghívóval, belépőjeggyel lehet bejutni, ennek ellenére azt állítják, hogy a gyűlések nyilvánosak. Előfordulnak azonban kivételek, például Manchesterben a chartisták győzelmet arattak.

### II.
A whigek csak a nem nyilvános gyűléseken tudnak győzni, a nyilvános gyűléseken a chartisták elsöprik őket. A gabonatörvény-ellenes mozgalom társadalmi hatásai ellentmondásosak. A farmerek függése a földesuraktól a bérleti szerződés potenciális felmondása miatt teljes, s ez egyben politikai függést is jelent, egy mozdulatlan, konzervatív, apolitikus tömböt. Az importvámok csökkentése, a szabad kereskedelem proletarizálódást idéz elő a mezőgazdasági bérlők soraiban, ami aláássa a toryk társadalmi bázisát. A whigek titkolt, ám valódi célja, hogy a külföldről beáramló olcsóbb gabona lejjebb szállítja a munkások megélhetési költségeit, s ez lehetővé teszi a bérek csökkentését, mely a profit növekedését okozza. A whigek viszonylagos előnyt szereznek emiatt a torykkal szemben, de az abszolút haszonélvezője a változásnak a chartizmus mozgalma lesz, mert a proletarizálódott parasztokat maga mellé állítja.

### III.
„Az angol szocialisták sokkal elvszerűbbek és gyakorlatibbak, mint a franciák, s ez különösen abból fakad, hogy nyílt harcban állnak a különböző egyházakkal és hallani sem akarnak a vallásról.” A nagyobb városokban gyűléscsarnokaik (hall) vannak, amelyekben vasárnaponként összejönnek és előadóiktól beszédeket hallgatnak. Ezek tartalma vallásellenes és munkástematikájú. Érvelésüket a tapasztalati tényekből való kiindulás, szemléletesség, elvi következetesség jellemzi. Manchesterben 8000 tagjuk van, akik tagsági díjat fizetnek.
A szocialisták figyelemre méltó teoretikusa a bristoli Charles Southwell, aki „Az ész orákuluma” (The Oracle of Reason) címen ateista lapot ad ki. Southwell ellen blaszfémia vádjával eljárást indítottak, s 12 havi börtönre ítélték. A kiegészítő büntetésül kiszabott pénzbírságot gyűjtésekkel fedezték. Bristolban a helyi szocialista közösségnek el kellett adnia a hallt, mert nem tudták fenntartani. Egy keresztény szekta vette meg, aminek az egyik első istentiszteletén a lelkész provokatív módon nyilvánult meg az ateisták ellen, mire azok megzavarták az istentiszteletet, mely végül botrányos, erőszakos jelenetekbe torkollt. Ennek következtében Southwellt újra letartóztatták.
A szocialisták fontos tevékenységi területe a munkásművelődés. Olcsó kiadásban kaphatók például Rousseau „Társadalmi szerződés”-e, Holbach „A természet rendszere”, Voltaire, Thomas Paine és Shelley különböző művei. Háromezer fős gyűléscsarnokukat Manchesterben Hall of Science-nek (Tudás Csarnokának) hívják, ahol a vasárnapi előadásokat zsúfolásig telt ház mellett tartják. Az előadások közérthetőek, ateista jellegűek, s így közművelődési funkciót is betöltenek. A gyűlések formailag hasonlítanak a templomiakhoz: a kórus zenekari kísérettel szociális himnuszokat énekel (egyházi dallamok kommunista szöveggel), miközben a hallgatóság áll. Az előadó stílusa fesztelen, humoros, a nevetés fontos kísérőjelensége ezeknek az eseményeknek. A hall egyik sarkában könyv és brosúrabolt, míg a másikban büfé, sőt kávéház is van.
„Itt tehát minden csupa élet és összefüggés, szilárd talaj és tett, itt tehát minden külső alakot ölt, – míg mi azt hisszük, hogy tudunk valamit, ha faljuk a Stein könyvének fakó szánalmasságait, vagy hogy vagyunk valakik, ha itt-ott, rózsolajjal illatosítva, kimondunk egy véleményt.”

### IV.
Az ír függetlenségi mozgalom élén a liberális Daniel O’Connell rendkívüli sikereket ér el. Városról városra megy Írországban, s mindenhol százezres nagyságrendű gyűléseket tart. Az íreket megedzette a sok évszázados szenvedés, így ezek a tömegek potenciálisan rendkívüli politikai erőt jelentenének egy valóban demokratikus népmozgalom kezében. „Kétszázezer ember; s micsoda emberek! – Emberek, akiknek nincs egy fillér vesztenivalójuk, kétharmad részüknek még egy ép kabát sincs a testén, igazi proletárok és sansculotte-ok, s ráadásul írek, vad, féktelen, fanatikus gaelek. Aki nem látta az íreket, nem ismeri őket. Adjatok nekem kétszázezer írt, és halomra döntöm az egész brit monarchiát.” – írta Engels. Ezt a hatalmat azonban nem ténylegesen az ír nép, hanem társadalmi osztálya és önös politikai pozíciószerzése érdekében használja: „Ha O’Connell valóban a nép embere volna, ha volna elég bátorsága és nem félne maga is a néptől, vagyis ha nem kétkulacsos whig, hanem egyenes, következetes demokrata volna, már rég nem lenne angol katona Írországban, naplopó protestáns pap színkatolikus vidékeken, ónormann báró a kastélyában. Csakhogy éppen itt a bökkenő. Ha a népet csak egy pillanatra szabadjára engednék, Daniel O’Connell és pénzarisztokráciája hamarosan éppúgy kirepülne a nyeregből, mint ahogy ő a torykat ki akarja repíteni a nyeregből.”

## Jelentősége
„Engels ebben a periódusában az angliai helyzet tanulmányozása révén nemcsak Hessen, de bizonyos szempontból Marxon is túlhaladt. Egyre inkább felismerte a gazdasági mozgás és az osztályharc szerepét a gazdasági és társadalmi fejlődésben, s nemcsak Hess, hanem Weitling utópista elgondolásait is fokozatosan elvetette.” Engels kommunizmus koncepciójában a gazdasági realitás mind nagyobb szerepet játszott, s ezzel párhuzamosan filozófiai materializmusa is mind jobban elmélyült, melyről így írt: „Manchesterben szinte orrommal ütköztem bele abba, hogy a gazdasági tények, amelyek az eddigi történetírásban semmilyen vagy csak nagyon lenézett szerepet játszanak, legalábbis a modern világban döntő történelmi erők; hogy ezek az alapjai a mai osztályellentétek keletkezésének; hogy ezek az osztályellentétek pedig azokban az országokban, ahol a nagyipar következtében teljesen kifejlődtek – tehát kiváltképp Angliában –, a politikai pártképződés, a pártharcok s ezzel az egész politikai történelem alapjai.”

## Külső hivatkozások
- Friedrich Engels: Briefe aus London (német nyelven). www.mlwerke.de, 1843. május 16. (Hozzáférés: 2012. szeptember 8.)
- Friedrich Engels: Letters from London (angol nyelven). MIA, 1843. május 16. [2014. május 24-i dátummal az eredetiből archiválva]. (Hozzáférés: 2012. augusztus 26.)